# Rue Léon
Rue Léon je ulice v Paříži. Nachází se v 18. obvodu.

## Poloha
Ulice vede od křižovatky s Rue Cavé a Rue Saint-Luc a končí u Rue Ordener. Ulice je orientována z jihu na sever.

## Historie
Ulice nese jméno bývalého majitele zdejších pozemků. Rue Léon byla otevřená do města La Chapelle mezi Rue Cavé a Rue d'Oran. Byla rozšířena na jih k Passage Fauvet, která byla později přejmenována na Passage Léon (dnešní Square Léon). V roce 1859 byla obec La Chapelle připojena k Paříži a v roce 1863 byla Rue Léon oficiálně zařazena do pařížské silniční sítě. V roce 1906 byla ulice spojením s Cité Marcadet prodloužena až k Rue Marcadet. V roce 1925 byla Rue Léon prodloužena až k Rue Ordener.

## Významné stavby a pamětihodnosti
- Dům č. 20: Olympic Café – restaurace a koncertní sál
- Dům č. 35: původní veřejná prádelna, o které píše Émile Zola ve svém románu  Zabiják
- Dům č. 19-23: Institut islámské kultury